# Adolf Maier (Politiker)
Adolf Maier (* 17. Juni 1861 in Schlader bei Waidhofen an der Thaya; † 30. März 1935 in Wien) war ein österreichischer Politiker (CSP) und Inspektor des Wiener Viehmarktes. Er war von 1909 bis 1921 Abgeordneter zum Landtag von Niederösterreich.
Maier besuchte nach der Volksschule eine Mittelschule und absolvierte in der Folge die bautechnische
Abteilung der Bau- und Maschinengewerbeschule in Wien. Er arbeitete in der Folge als Technischer Beamter der Stadt Wien und Inspektor des Wiener Viehmarktes und war zudem Grundbesitzer in Thaya. Daneben wirkte er als Obmann der Pferdezuchtgenossenschaft in Thaya, war Mitglied des Bezirksstraßenausschusses, Vorsitzender-Stellvertreter der land-wirtschaftlichen Warenverkehrsstelle, Aufsichtsrat der niederösterreichischen Viehverkehrsstelle und Mitglied der Grundverkehrskommission. Er vertrat die Gerichtsbezirke Waidhofen an der Thaya und Dobersberg vom 8. Jänner 1909 bis zum 8. Jänner 1915 als Mitglied der Christlichsozialen Partei im Niederösterreichischen Landtag und gehörte dem provisorischen Landtag von Niederösterreich zwischen dem 5. November 1918 und dem 4. Mai 1919 an. Danach war er vom 20. Mai 1919 bis zum 11. Mai 1921 Abgeordneter zum Landtag.